# لو شوجین
لو شوجین (به انگلیسی: Luo Xuejuan) (زادهٔ ۲۶ ژانویهٔ ۱۹۸۴) شناگر اهل چین است.
وی در مسابقات کشوری و بین‌المللی در مجموع برندهٔ ۹ مدال طلا، ۲ مدال نقره، ۵ مدال برنز شده‌است.